# آفسلایت‌دیک
سد دَریابَند (به هلندی: Afsluitdijk، تلفظ: آفسلایت‌دَیک) سدی عظیم در میانه هلند است.
هدف اصلی این سد محافظت سرزمین هلند در برابر سیل بوده‌است. نیز از طریق ساخت این سد و جداسازی دریای جنوبی (زایدِرزی) از دریای شمال توانسته‌اند زمین‌های پشت سد را با تلمبه کردن آب دریای جنوبی به دریای شمالی، خشک نمایند.
سد دریابند بین سالهای ۱۹۲۷ تا ۱۹۳۳ ساخته شده و جزئی بنیادین در پروژه دریای جنوبی بشمار می‌آید.

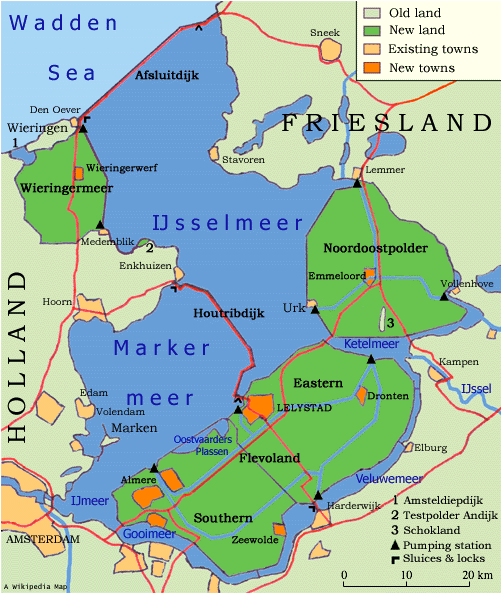
پروژه دریای جنوبی

بر روی این سد یک بزرگراه می‌گذرد و در دو سوی سد دو آبراه انسدادی برای کشتی‌ها و چندین دریچه تخلیه قرار دارد.
در پشت سد امروزه چند پُلدِر (زمین خشک‌شده) سر از آب بیرون آورده است.
این سد بین ۱۰ تا ۱۴ ماه مه سال ۱۹۴۰، صحنه نبردی به نام نبرد سد دریابند بود.